# Stufen

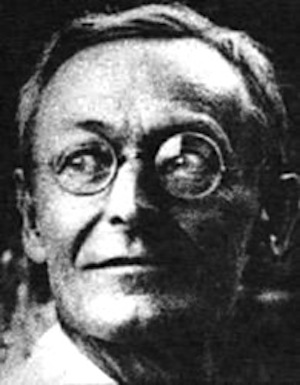
Hermann Hesse (1925)

Stufen ist der Titel eines der bekanntesten philosophischen Gedichte von Hermann Hesse. Er schrieb das Gedicht am 4. Mai 1941 nach langer Krankheit; es trug ursprünglich den Titel „Transzendieren!“. In Stufen beschreibt Hesse das Leben als fortwährenden Prozess, bei dem auf jeden „durchschrittenen“ Lebensabschnitt (Raum, Stufe) ein neuer Lebensabschnitt folgt.

## Inhalt
Jede Lebensstufe, Tugend und Weisheit ist zeitlich begrenzt und blüht zu ihrer jeweiligen Zeit. Der Mensch soll sich also bei jedem Ruf des Lebens mit Tapfer- und Heiterkeit sowie ohne Trauer von seinem alten Lebensstadium verabschieden und einen Neubeginn wagen. Er soll sich außerdem an keiner der Lebensstufen festhalten, da der „Weltgeist“ für ihn keine Einengung, sondern eine Ausweitung von Stufe zu Stufe vorsieht. Hat man auf einer Stufe Heimat gefunden, so droht man in eine Erschlaffung und Lähmung zu geraten. Dieser Stufenprozess ist nicht zwangsläufig schon mit dem Tod abgeschlossen, weil das Leben fortwährend ruft. Somit soll der Mensch den Tod als Genesung betrachten, denn letztlich ist auch er nur der Abschied von einer Lebensstufe.

## Form und Textanalyse
Stufen besitzt drei Strophen unterschiedlicher Länge. Die erste besteht aus zehn, die zweite aus acht und die dritte aus vier Versen. Über das ganze Gedicht hinweg ist ein jambischer Fünfheber mit weiblicher Kadenz vorzufinden; durch die zahlreichen (auch harten) Enjambements, dem daraus resultierenden Hakenstil und die klingenden Enden wirkt der Text aber eher wie ein epischer Text. Dieser Effekt wird durch das ungewöhnliche Reimschema noch verstärkt: Die erste Strophe besitzt das Reimschema [abacbdcede]. Die Verse sind also so konstruiert, dass jeweils das Reimpaar des Anfangs- und des Schlussreims wie ein Kreuzreim wirkt, während die dazwischenliegenden Reimpaare einem umarmenden Reim ähneln. Die zweite Strophe besteht aus zwei Sätzen, wobei der eine aus einem umarmenden, der zweite aus einem Kreuzreim besteht. In der dritten Strophe findet sich ausschließlich ein umarmender Reim.
Durch den sparsamen Einsatz von Stilfiguren wird der Eindruck eines prosaischen Textes befördert. Dennoch ist die Sprache relativ bildhaft; so blüht jede Lebensstufe, Weisheit und Tugend. Die Kraft des Anfangs wird als „Zauber“ bezeichnet, der Weltgeist fesselt nicht, sondern hebt stufenartig. Vereinzelte Inversionen sind dem Reim- und Metrumzwang geschuldet (z. B. „Nur wer bereit zu Aufbruch ist und Reise“). Anfangs findet sich ein Vergleich, bei dem das „Blühen“ von Weisheit und Tugend in Analogie zum Blühen und Welken einer Blüte gesetzt wird. In den Versen 13 und 14 erscheint eine Antithese in dem Wortpaar „engen“ ↔ „weiten“. Bei „des Lebens Ruf“ liegt eine Anastrophe vor, im Ausruf „Wohlan denn, Herz, nimm Abschied und gesunde!“ kann man eine Personifikation sehen. Hesse schöpft insbesondere bei dem berühmten Vers „Und jedem Anfang wohnt ein Zauber inne“ aus Meister Eckharts Dichtung.

## Verwendung im Roman „Das Glasperlenspiel“
In Hesses Roman Das Glasperlenspiel, erschienen 1943, wird das Gedicht im zweiten Teil Josef Knechts hinterlassene Schriften im Kapitel Die Gedichte des Schülers und Studenten wiedergegeben. Besondere Bedeutung erhält es für den ganzen Roman, indem Hesse es im Kapitel Die Legende ausführlich den entscheidenden Wandel im Leben des „Magister Ludi“ Josef Knecht meditativ begleiten lässt. Dabei werden die Zeilen 
Und jedem Anfang wohnt ein Zauber inne,

Der uns beschützt und der uns hilft, zu leben
ausdrücklich zitiert und als maßgeblich für Knechts Abschied von seinem Amt dargestellt. Im darauf folgenden Gespräch zwischen Knecht und seinem Freund Tegularius bringt Hesse dann eine ausführliche Interpretation des Gedichts und thematisiert dabei auch die Änderung des ursprünglichen Titels Transzendieren in Stufen. Das Gedicht kann daher als „essenziell“ für die dramaturgische Gestaltung des Romans bezeichnet werden.
Die Technik des Einbettens von Gedichten in seine Prosawerke wendet Hesse auch in anderen Werken an, so u. a. in den Romanen Peter Camenzind und Der Steppenwolf.

## Buchausgaben
Stufen ist auch der Titel eines Gedichtbandes mit einer Auswahl, die Hesse selbst 1961, ein Jahr vor seinem Tod, zusammenstellte:
- Stufen. Alte und neue Gedichte in Auswahl. Suhrkamp, Frankfurt am Main 1961
  - Neuausgabe als: Stufen. Ausgewählte Gedichte. Suhrkamp, Frankfurt am Main 1972, ISBN 3-518-01342-4 (= Bibliothek Suhrkamp, Band 342).
  - Taschenbuch-Ausgabe: Stufen. Ausgewählte Gedichte. Insel, Frankfurt am Main 2011, ISBN 978-3-458-35747-6.

Die bekannteste Textzeile wurde als Titel eines Hesse-Lesebuchs verwendet:
- «Jedem Anfang wohnt ein Zauber inne». Lebensstufen. Ein Hermann-Hesse-Lesebuch. Zusammengestellt von Volker Michels. Suhrkamp, Frankfurt am Main 1986, ISBN 3-518-03584-3.

Eine mit Fotos illustrierte Einzelausgabe des Gedichts ist erschienen als:
- Stufen. Vom Zauber des Neubeginns. Knaur, München 2008, ISBN 978-3-426-65620-4.

## Adaptionen

### Lesungen
- Lesung von Hermann Hesse[5]
- Lesung (In Memoriam Gottfried John) youtube[6]

### Vertonungen
Die Hannoversche Post-Rock-Band Frames verwendet eine Tonaufzeichnung von Hesse, in welcher er sein Gedicht vorträgt, als einziges Textelement in ihrem zweiten Studioalbum In Via. Die erste Strophe findet sich dabei im zweiten Titel des Albums Departure. Die Strophen zwei und drei schließen das Werk im zehnten Titel Coda. Dieselbe Tonaufzeichnung findet Verwendung auf dem Album Raum um Raum der deutschen Rockband Jupiter Jones.
Matthias Bonitz hat Stufen 2016 vertont, ebenso Ronja Maltzahn 2021.
Der Künstler Brkn verwendet in dem Intro seines Albums "Drama" den letzten Teil der ersten Strophe.

## Zitat
Das Zitat „Und jedem Anfang wohnt ein Zauber inne“ wurde zu einem geflügelten Wort: Alois Prinz betitelt seine Hesse-Biografie mit diesem Zitat. Bei einem Staatsbesuch des neu gewählten französischen Präsidenten Emmanuel Macron in Deutschland 2017, verwendete es die damalige Bundeskanzlerin Angela Merkel. Auch Philipp Poisel zitiert es in seinem Lied Immer wenn einer (2021).

## Trivia
- Stufen war das Lieblingsgedicht von Alfred Biolek, der es seiner Biographie voranstellte.[15]
- Das Gedicht erinnert stark an eine Passage aus Friedrich Nietzsches Werk Menschliches, Allzumenschliches:

„Wer nur einigermaßen zur Freiheit der Vernunft gekommen ist, kann sich auf Erden nicht anders fühlen denn als Wanderer, – wenn auch nicht als Reisender nach einem letzten Ziele: denn dieses gibt es nicht. Wohl aber will er zusehen und die Augen dafür offen haben, was alles in der Welt eigentlich vorgeht; deshalb darf er sein Herz nicht allzufest an alles einzelne anhängen; es muß in ihm selber etwas Wanderndes sein, das seine Freude an dem Wechsel und der Vergänglichkeit habe.“